# Bukowiec (powiat bartoszycki)
Bukowiec (niem. Buchholz) – wieś w Polsce położona w województwie warmińsko-mazurskim, w powiecie bartoszyckim, w gminie Górowo Iławeckie. Do 1954 roku siedziba gminy Bukowiec. W latach 1975–1998 miejscowość administracyjnie należała do województwa olsztyńskiego.
We wsi znajduje się kościół z 1820 r. pw. św. Jana Chrzciciela, filia parafii w Kandytach.

## Historia

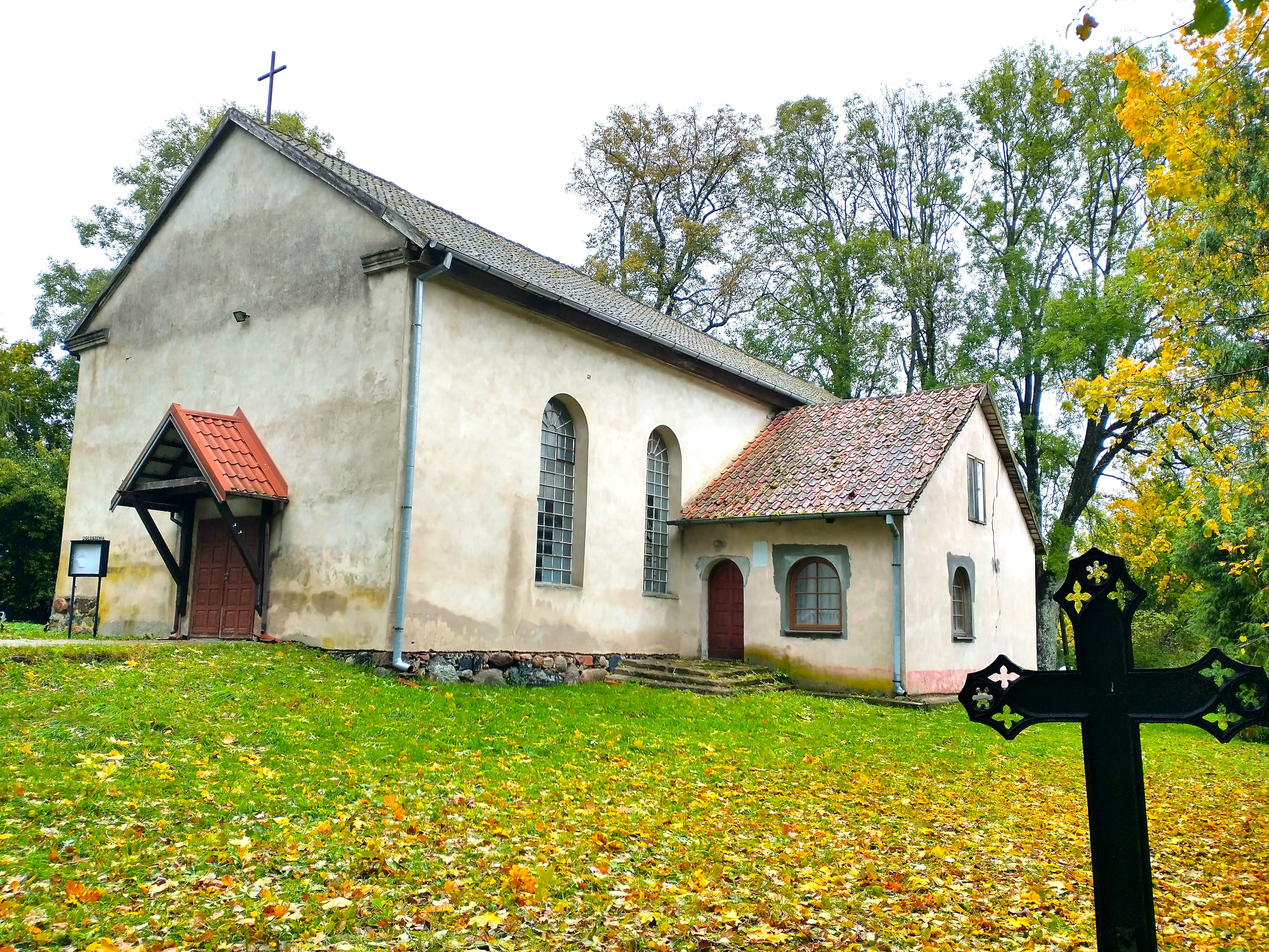
Kościół św. Jana Chrzciciela

Wieś po raz pierwszy wymieniana w dokumentach z 1414 r., przy okazji wyliczania strat wojennych. Pierwszy kościół wybudowano w średniowieczu, został zniszczony w 1414 r. W tym czasie proboszczem był Mikołaj. Całość zniszczeń wsi oszacowano na 800 grzywien. Wieś w tym czasie obejmowała obszar 64 włók. Po wojnie trzynastoletniej (1454–1466) Zakon oddał wieś pod zastaw dowódcy wojsk zaciężnych Mikołajowi Taubenheimowi. Kilkadziesiąt lat później Bukowiec był w posiadaniu rodziny von Kreytzen. W czasach reformacji kościół i parafię przejęli ewangelicy. Kościół odbudowano w 1580 r. W XIX w. Bukowiec był wsią królewską. Szkoła powstała zapewne wraz z kościołem. W 1737 poddana ja nadzorowi państwowemu. W 1935 r. w szkole pracowało dwóch nauczycieli i uczyło się 112 dzieci.
W 1933 roku było tu 603 mieszkańców, w 1939 – 587. Po 1945 r., wraz z napływem nowej ludności, kościół przejęli ponownie katolicy oraz uruchomiono szkołę (pierwszym kierownikiem został Mieczysław Skoczeń). W tym czasie we wsi był Zarząd Gminy, pierwszym wójtem był Franciszek Furmankiewicz. W 1946 r. powstała spółdzielnia rolniczo-handlowa Związku Samopomocy Chłopskiej. W 1954 r. Bukowiec został siedzibą Gromadzkiej Rady Narodowej.
W 1983 r. we wsi były 84 indywidualne gospodarstwa rolne, gospodarujące łącznie na 1000 ha i hodujące 502 sztuki bydła (w tym 89 krów mlecznych), 429 świń, 102 konie i 44 owce. W tym czasie we wsi było 76 domów z 318 mieszkańcami. We wsi była filia szkolna, filia biblioteki publicznej, świetlica, klub, sala kinowa na 110 miejsc, boisko sportowe, urząd pocztowy, dwa sklepy spożywcze, sklep przemysłowy, dwa zakłady remontowo-budowlane.
Inne miejscowości o nazwie Bukowiec: Bukowiec, Bukowiec Opoczyński, Bukowiec nad Pilicą

## Zabytki
- kościół z 1820 r. pw. św. Jana Chrzciciela, filia parafii w Kandytach. Jest to budowla salowa, orientowana, z cegły. Ołtarz główny z początku XVII w., manierystyczny, prawdopodobnie wykonany przez Jana Pfeffera z Królewca[5].